# (4689) Donn
(4689) Donn es un asteroide perteneciente al cinturón de asteroides, descubierto el 30 de diciembre de 1980 por Edward Bowell desde la Estación Anderson Mesa (condado de Coconino, cerca de Flagstaff, Arizona, Estados Unidos).

## Designación y nombre
Designado provisionalmente como 1980 YB. Fue nombrado Donn en honor al astrónomo
Bertram D. Donn por sus contribuciones fundamentales a nuestra comprensión de la astrofísica del sistema solar. Además de proponer una teoría innovadora de composición, formación y evolución de los cometas.

## Características orbitales
Donn está situado a una distancia media del Sol de 2,287 ua, pudiendo alejarse hasta 2,451 ua y acercarse hasta 2,122 ua. Su excentricidad es 0,071 y la inclinación orbital 5,160 grados. Emplea 1263 días en completar una órbita alrededor del Sol.

## Características físicas
La magnitud absoluta de Donn es 13,2. Tiene 6,138 km de diámetro y su albedo se estima en 0,187.